# Канино (Трапани)
Канино је насеље у Италији у округу Трапани, региону Сицилија.
Према процени из 2011. у насељу је живело 15 становника. Насеље се налази на надморској висини од 11 м.